# Gran Premio motociclistico degli Stati Uniti d'America 2011
Il Gran Premio motociclistico degli Stati Uniti d'America 2011 corso il 24 luglio sul circuito di Laguna Seca, è il decimo Gran Premio della stagione 2011, riservato unicamente alla classe MotoGP.

## Prove e qualifiche
Per questa gara Ben Bostrom, che corre nello stesso fine settimana il campionato AMA Superbike, viene iscritto dal Team LCR come wildcard quale compagno di squadra di Toni Elías.
Nella prima sessione di prove il miglior tempo è di Casey Stoner su Honda (1'22"300), seguito dal compagno di squadra Dani Pedrosa e da Jorge Lorenzo (Yamaha); nella seconda è primo Lorenzo (1:22.056), davanti a Pedrosa e Stoner; nella terza è ancora davanti Stoner (1'21"982), ma nell'ordine Pedrosa e Lorenzo sono appena dietro all'australiano. La pole position è poi andata a Jorge Lorenzo. Nel warm-up è nuovamente davanti Stoner (1'21"747) davanti a Lorenzo e a Dovizioso (Honda).
Randy de Puniet, dopo essere stato protagonista nel corso della sessione di qualifica di una caduta, che ha causato al pilota anche la frattura di due vertebre lombari e un trauma al bacino, è costretto a rinunciare alla gara come già accaduto l'anno precedente.
| Pos | Nº | Pilota           | Squadra                       | Tempo    | Distacco |
| --- | -- | ---------------- | ----------------------------- | -------- | -------- |
| 1   | 1  | Jorge Lorenzo    | Yamaha Factory Racing-Yamaha  | 1'21"202 |          |
| 2   | 27 | Casey Stoner     | Repsol Honda Team-HRC         | 1'21"274 | +0"072   |
| 3   | 26 | Daniel Pedrosa   | Repsol Honda Team-HRC         | 1'21"385 | +0"183   |
| 4   | 11 | Ben Spies        | Yamaha Factory Racing-Yamaha  | 1'21"578 | +0"376   |
| 5   | 58 | Marco Simoncelli | San Carlo Honda Gresini-Honda | 1'21"696 | +0"494   |
| 6   | 4  | Andrea Dovizioso | Repsol Honda Team-HRC         | 1'21"731 | +0"529   |
| 7   | 46 | Valentino Rossi  | Ducati Team-Ducati            | 1'22"235 | +1"033   |
| 8   | 8  | Héctor Barberá   | Mapfre Aspar-Ducati           | 1'22"238 | +1"036   |
| 9   | 69 | Nicky Hayden     | Ducati Team-Ducati            | 1'22"271 | +1"069   |
| 10  | 35 | Cal Crutchlow    | Monster Yamaha Tech 3-Yamaha  | 1'22"385 | +1"183   |
| 11  | 5  | Colin Edwards    | Monster Yamaha Tech 3-Yamaha  | 1'22"520 | +1"318   |
| 12  | 19 | Álvaro Bautista  | Rizla Suzuki MotoGP-Suzuki    | 1'22"669 | +1"467   |
| 13  | 17 | Karel Abraham    | Cardion AB Motoracing-Ducati  | 1'22"893 | +1"691   |
| 14  | 7  | Hiroshi Aoyama   | San Carlo Honda Gresini-Honda | 1'22"937 | +1"735   |
| 15  | 14 | Randy de Puniet  | Pramac Racing-Ducati          | 1'22"961 | +1"759   |
| 16  | 65 | Loris Capirossi  | Pramac Racing-Ducati          | 1'23"876 | +2"674   |
| 17  | 24 | Toni Elías       | LCR Honda MotoGP-Honda        | 1'24"156 | +2"954   |
| 18  | 23 | Ben Bostrom      | LCR Honda MotoGP-Honda        | 1'25"291 | +4"089   |

## Gara

### Arrivati al traguardo
| Pos | Nº | Pilota           | Squadra                 | Motocicletta | Giri | Tempo     | Griglia | Punti |
| --- | -- | ---------------- | ----------------------- | ------------ | ---- | --------- | ------- | ----- |
| 1   | 27 | Casey Stoner     | Repsol Honda            | Honda        | 32   | 43'52"145 | 2       | 25    |
| 2   | 1  | Jorge Lorenzo    | Yamaha Factory Racing   | Yamaha       | 32   | +5"634    | 1       | 20    |
| 3   | 26 | Dani Pedrosa     | Repsol Honda            | Honda        | 32   | +9"467    | 3       | 16    |
| 4   | 11 | Ben Spies        | Yamaha Factory Racing   | Yamaha       | 32   | +20"562   | 4       | 13    |
| 5   | 4  | Andrea Dovizioso | Repsol Honda            | Honda        | 32   | +20"885   | 6       | 11    |
| 6   | 46 | Valentino Rossi  | Ducati Team             | Ducati       | 32   | +30"351   | 7       | 10    |
| 7   | 69 | Nicky Hayden     | Ducati Team             | Ducati       | 32   | +31"031   | 9       | 9     |
| 8   | 5  | Colin Edwards    | Monster Yamaha Tech 3   | Yamaha       | 32   | +45"502   | 11      | 8     |
| 9   | 8  | Héctor Barberá   | Mapfre Aspar            | Ducati       | 32   | +51"549   | 8       | 7     |
| 10  | 7  | Hiroshi Aoyama   | San Carlo Honda Gresini | Honda        | 32   | +1'08"850 | 14      | 6     |
| 11  | 17 | Karel Abraham    | Cardion AB Motoracing   | Ducati       | 32   | +1'09"132 | 13      | 5     |
| 12  | 65 | Loris Capirossi  | Pramac Racing           | Ducati       | 31   | +1 giro   | 15      | 4     |
| 13  | 24 | Toni Elías       | LCR Honda               | Honda        | 31   | +1 giro   | 16      | 3     |

### Ritirati
| Nº | Pilota           | Squadra                 | Motocicletta | Giri | Griglia |
| -- | ---------------- | ----------------------- | ------------ | ---- | ------- |
| 19 | Álvaro Bautista  | Rizla Suzuki            | Suzuki       | 13   | 12      |
| 23 | Ben Bostrom      | LCR Honda               | Honda        | 8    | 17      |
| 58 | Marco Simoncelli | San Carlo Honda Gresini | Honda        | 6    | 5       |
| 35 | Cal Crutchlow    | Monster Yamaha Tech 3   | Yamaha       | 3    | 10      |

### Non partito
| Nº | Pilota          | Squadra       | Motocicletta |
| -- | --------------- | ------------- | ------------ |
| 14 | Randy de Puniet | Pramac Racing | Ducati       |